# Gornji Grad község
Gornji Grad község (szlovén nyelven Občina Gornji Grad) Szlovénia 212 alapfokú közigazgatási egységének, azaz községének egyike a Savinjska statisztikai régióban. Adminisztratív központja Gornji Grad város. A Dreta-folyó mentén, a Kamniki-Alpok lábainál elterülő község a történelmi szlovén Stájerország (Štajersko) régió része. 

## A községhez tartozó települések
A községhez Gornji Grad székhelyen kívül a következő települések tartoznak:
- Bočna
- Dol
- Florjan pri Gornjem Gradu
- Lenart pri Gornjem Gradu
- Nova Štifta

## Népesség
| Lakosok száma | 2634 | 2654 | 2658 | 2664 | 2620 | 2548 | 2551 | 2541 | 2506 | 2490 |
|               | 2008 | 2009 | 2011 | 2012 | 2013 | 2015 | 2016 | 2017 | 2019 | 2020 |